# Fruit de l'arbre empoisonné
 (mars 2019).
Le fruit de l'arbre empoisonné (Fruit of the poisonous tree en anglais) est une métaphore juridique aux États-Unis qui décrit une preuve obtenue de manière illégale.

## Droit par pays
(juillet 2022).

### Droit canadien

#### Droit québécois
En droit québécois, l'article 2858 du Code civil du Québec énonce qu'une preuve illégale d'ordre public doit être rejetée d'office par le tribunal. La disposition définit la preuve obtenue de manière illégale comme « tout élément de preuve obtenu dans des conditions qui portent atteinte aux droits et libertés fondamentaux et dont l’utilisation est susceptible de déconsidérer l’administration de la justice ». Un avocat peut aussi présenter une objection à une telle preuve.